# Anne-Mieke Buijs
Anne-Mieke Buijs (31 de mayo de 1964) es una deportista neerlandesa que compitió en taekwondo. Ganó dos medallas en el Campeonato Mundial de Taekwondo, plata en 1989 y bronce en 1987, y dos medallas de oro en el Campeonato Europeo de Taekwondo, en los años 1986 y 1988.

## Palmarés internacional
| Campeonato Mundial | Campeonato Mundial   | Campeonato Mundial | Campeonato Mundial |
| Año                | Lugar                | Medalla            | Categoría          |
| ------------------ | -------------------- | ------------------ | ------------------ |
| 1987               | Barcelona (España)   | Medalla de bronce  | +70 kg             |
| 1989               | Seúl (Corea del Sur) | Medalla de plata   | –65 kg             |
| Campeonato Europeo |                      |                    |                    |
| Año                | Lugar                | Medalla            | Categoría          |
| 1986               | Seefeld (Austria)    | Medalla de oro     | +70 kg             |
| 1988               | Ankara (Turquía)     | Medalla de oro     | +70 kg             |